# 林秀玲
林秀玲（1966年7月18日—），台灣女演員。也是資深藝人沛小嵐排行第七的妹妹。丈夫姚卓君是位中國大陸籍的演員。兩人於2007年拍攝《雪中紅》一劇相識相戀，兩人育有一子。

## 電影
| 年份   | 片名                 | 角色   |
| 1982年 | 《鑰匙遊戲》         |        |
| 1983年 | 《國中十四章》       | 李月琪 |
| 1983年 | 《風櫃來的人》       | 小杏   |
| 1983年 | 《看海的日子》       | 白梅   |
| 1984年 | 《冬冬的假期》       | 林碧雲 |
| 1984年 | 《生命快車》         |        |
| 1985年 | 《青梅竹馬》         | 阿玲   |
| 1985年 | 《超級市民》         | 小太妹 |
| 1985年 | 《陽春老爸》         |        |
| 1985年 | 《超齡處男》         |        |
| 1985年 | 《人間男女》         |        |
| 1986年 | 《戀戀風塵》         |        |
| 1986年 | 《泥巴中的少年》     |        |
| 1986年 | 《父子關係》         |        |
| 1986年 | 《竹籬芭外的春天》   |        |
| 1987年 | 《黃色故事 》        |        |
| 1987年 | 《哥兒們的糗事》     |        |
| 1987年 | 《桂花巷》           | 婢女   |
| 1987年 | 《最愛是誰》         |        |
| 1988年 | 《海峽兩岸》         |        |
| 1988年 | 《陰間響馬,吹鼓吹》  |        |
| 1990年 | 《兄弟珍重》         | 心蘭   |
| 1990年 | 《少爺當大兵》       |        |
| 1991年 | 《情定威尼斯》       | 林靜安 |
| 1995年 | 《一九九五台北绅士》 |        |
| 2009年 | 《戀愛前規則》       | 陸母   |
| 2010年 | 《艋舺》             | 周玲婉 |

## 電視劇
| 年份   | 頻道       | 劇名                              | 角色          |
| 1984年 | 華視       | 《大俠沈勝衣：骷髏殺手》          | 小翠          |
| 1984年 | 華視       | 《神劍無敵》                      | 申碧君        |
| 1986年 | 台視       | 十月戲劇大展《那個陌生的老爸》    | 春香          |
| 1987年 | 中視       | 《桃花過渡》                      | 桃花          |
| 1987年 | 中視       | 《大橋頭》                        | 林韻娟        |
| 1989年 | 中視       | 《銀女》                          |               |
| 1989年 | 台視       | 《春去春又回》                    | 青青          |
| 1989年 | 華視       | 《愛你入骨》                      | 陳曉惠        |
|        | 台視       | 人間劇場 都市寓言系列《四喜愛國》 | 四喜妻        |
| 1991年 | 台視       | 《碧海情天》                      | 葉如眉        |
| 1992年 | 華視       | 《意難忘》                        | 白雪          |
| 1993年 | 華視       | 《劉伯溫傳奇：還珠願》            | 萍兒          |
| 1993年 | 華視       | 《劉伯溫傳奇：殺夫》              | 李鳳萍        |
| 1993年 | 華視       | 《包青天》                        | 王春香        |
| 1994年 | 中視       | 《相親》                          | 淑如          |
| 1995年 | 中視       | 《斷掌順娘》                      | 阿美          |
| 1995年 | 中視       | 《黑面陳的女兒》                  | 陳秀雲        |
| 1995年 | 台視       | 《新月格格》                      | 雲娃          |
| 1995年 | 華視       | 《我愛我妻我愛子》                | 邱美鳳        |
| 1998年 | 華視       | 《台灣靈異事件：我倆沒有明天》    | 賴秀珍        |
| 1998年 | 華視       | 《台灣靈異事件：八家將》          | 鄭莉萍        |
| 1998年 | 中視       | 《保鑣》                          | 趙夢嬌        |
| 1998年 | 中視       | 《中原鏢局2之燕翎義薄雲天》       | 趙夢嬌        |
| 1998年 | 中視       | 《大姐當家》                      | 陳心怡        |
| 1998年 | 中視       | 《苦戀花》                        | 吳碧玉        |
| 1998年 | 民視       | 《菅芒花的春天》                  | 白麗華        |
| 1998年 | 民視       | 《嘉慶君遊台灣》                  | 阿市          |
| 1998年 | 民視       | 《白賊七》                        | 黑玫瑰        |
| 1998年 | 民視       | 《愛你入骨》                      | 黃淑珍        |
| 1999年 | 大愛電視台 | 《變臉老爸》                      | 吳如芳        |
| 1999年 | 中視       | 《君子蘭花》                      | 朱寧          |
| 1999年 | 中視       | 《香蕉新樂園》                    | 雅惠          |
| 2000年 | 公視       | 《汪洋中的一條船》                | 雪麗          |
| 2000年 | 中視       | 《女人的勇氣》                    | 婷婷          |
| 2001年 | 大愛電視台 | 《詠-真情回味》                   | 蔡文音        |
| 2001年 | 民視       | 《爸爸の私生女》                  | 張秀貞        |
| 2002年 | 公視       | 《開枝散葉》                      | 周瑞涵        |
| 2002年 | 三立台灣台 | 《台灣阿誠》                      | 郭金珠        |
| 2003年 | 三立台灣台 | 《台灣霹靂火》                    | 廖鳳鳴        |
| 2004年 | 三立台灣台 | 《台灣龍捲風》                    | 洪美華 洪鳳仙 |
| 2005年 | 台視       | 《我最愛的人》                    | 王锦琇        |
| 2005年 | 三立台灣台 | 《金色摩天輪》                    | 洪淑美        |
| 2006年 | 台視       | 《神機妙算劉伯溫》                | 阿珠          |
| 2007年 | 中國大陸   | 《雪中紅》                        | 井莉雪        |
| 2009年 | 三立台灣台 | 《天下父母心》                    | 黃淑娟        |
| 2009年 | 中視       | 《青梅竹馬》                      | 詹碧玲        |
| 2010年 | 三立台灣台 | 《家和萬事興》                    | 蔡月香 劉秋霞 |
| 2011年 | 大愛電視台 | 《美味人生》                      | 陳梅          |
| 2011年 | 三立台灣台 | 《牽手》                          | 賴秋月        |
| 2012年 | 公視       | 《人生劇展－老街狂想曲》          | 千蕙          |
| 2012年 | 三立台灣台 | 《天下女人心》                    | 王金鳳        |
| 2014年 | 大愛電視台 | 《幸福魔法師》                    | 林陳碧        |
| 2014年 | 大愛電視台 | 《春子》                          | 翁春子        |
| 2015年 | 大愛電視台 | 《男丁格爾》                      | lulu          |
| 2015年 | 大愛電視台 | 《永不放棄》                      | 黃金鳳        |
| 2016年 | 大愛電視台 | 《阿燕》                          | 林燕玉        |
| 2016年 | 三立台灣台 | 《紫色大稻埕》                    | 三娘桂香      |
| 2023年 | 三立台灣台 | 《天道》                          | 宋美華        |
| 2025年 | 三立台灣台 | 《愿望》                          | 楊寶琴        |

## 獎項紀錄

### 金馬獎
| 年份   | 獲提名 | 獎項                   | 結果 |
| ------ | ------ | ---------------------- | ---- |
| 1987年 | 桂花巷 | 第24屆金馬獎最佳女配角 | 提名 |

## 外部連結
- 林秀玲在互联网电影资料库（IMDb）上的資料（英文）
- 林秀玲在香港影庫上的簡介
- 林秀玲在豆瓣上的资料（简体中文）